# Херман Ван Ромпой
Херман Ван Ромпой (на нидерландски: Herman Van Rompuy) е белгийски политик от партията Християндемократи и фламандци.
Завършва Льовенския католически университет. Политическата му кариера е свързана с партията Християндемократи и фламандци, в която членува от 1975 г. Председател е на партията през периода 1988 – 1993 г. Член е на Сената на Белгия (1988 – 1993).
Нееднократно заема правителствени постове, като особено плодотворна се счита неговата дейност като вицепремиер и министър на бюджета през 1993 – 1999 г. Председател е на Камарата на представителите на Белгия (2007 – 2008). Той е министър-председател на Белгия от декември 2008 до ноември 2009 г.
На 19 ноември 2009 г. на среща на високо равнище на ЕС е избран за върховен представител на Съюза по въпросите на външните работи и политиката на сигурност и председател на Европейския съвет според Лисабонския договор. Встъпва в тази длъжност на 1 януари 2010 г.
На 1 декември 2014 г. Херман Ван Ромпой предава поста на избрания на 30 август нов председател на Европейския съвет Доналд Туск.